# Boris Nikolajewitsch Nikonorow
Boris Nikolajewitsch Nikonorow (russisch Борис Николаевич Никоноров; * 25. Januar 1939 in Moskau; † 30. August 2015) war ein sowjetischer Boxer. Er wurde 1963 Vize-Europameister der Amateure im Leichtgewicht.

## Werdegang

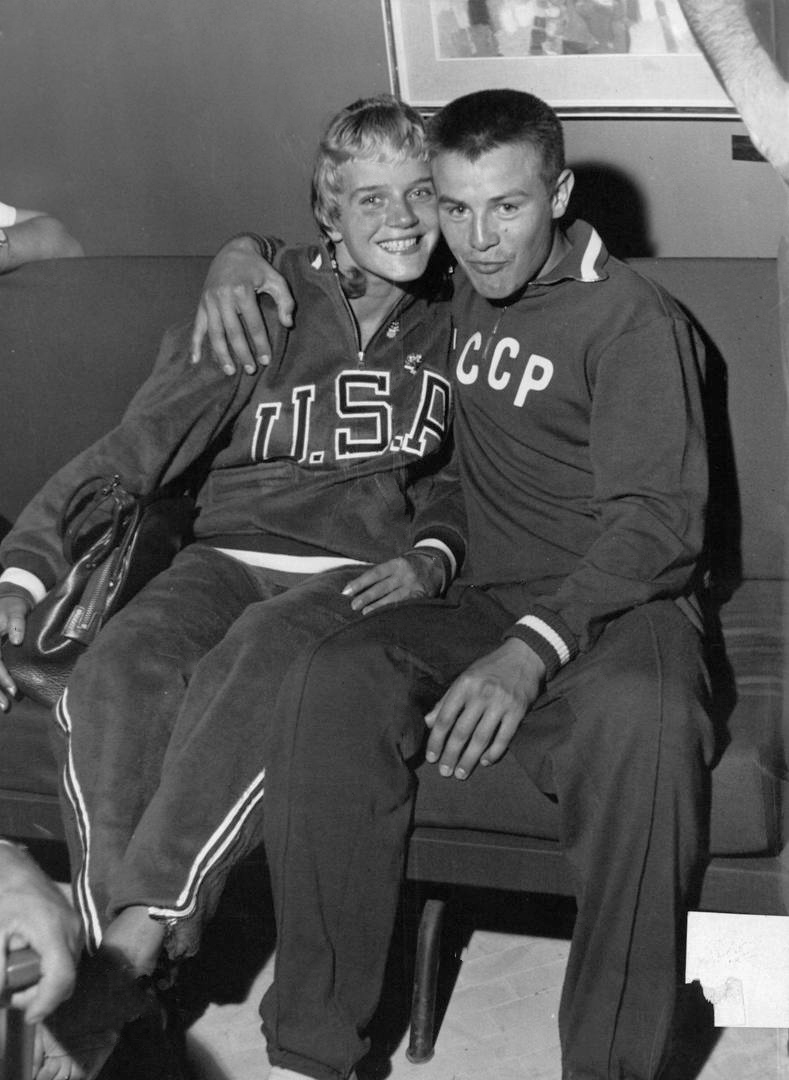
Doris Fuchs-Brause und Boris Nikonorov bei den Olympischen Spielen 1960

Boris Nikonorow begann als Jugendlicher in seiner Heimatstadt Moskau mit dem Boxen. Als Erwachsener startete er für die Sportorganisation Arbeiterreserven Moskau. Trainiert wurde er hauptsächlich von A. Karpuschin, A. Tschebotarjew, M. Bndarsky und W. Ogurenkow. Bei einer Größe von 1,60 Metern kämpfte er zunächst im Federgewicht und ab 1962 im Leichtgewicht. Seine erfolgreiche Karriere als Boxer dauerte von 1959 bis 1966. In dieser Zeit bestritt er 265 Kämpfe, von denen er 250 gewann. Nach 1966 absolvierte er eine Trainerausbildung und arbeitete danach bis weit in die 1990er Jahre beim russischen Box-Verband und bei diversen Box-Vereinen als Trainer.
Seinen ersten erfolgreichen Start bei den sowjetischen Meisterschaften absolvierte er 1958. Er kämpfte sich in diesem Jahr im Federgewicht bis in das Finale, in dem er Wladimir Safronow unterlag und deshalb den 2. Platz belegte. 1959 wurde er mit einem Sieg im Finale über Dscharbek Kwantaliani erstmals sowjetischer Meister und gleichzeitig Spartakiade-Sieger, ein Titel, der in der ehemaligen Sowjetunion einen sehr hohen Stellenwert hatte. Boris Nikanorow wurde auch 1960 sowjetischer Meister im Federgewicht. Dabei besiegte er u. a. im Halbfinale Stanislaw Iwanowitsch Stepaschkin und im Finale Alexander Sassuchin. Dieser Titelgewinn war sehr wichtig, denn damit hatte er sich auch die Fahrkarte zu den Olympischen Spielen 1960 in Rom erkämpft. Beim olympischen Boxturnier in Rom siegte er im Federgewicht über Nick Spanakos aus den Vereinigten Staaten und über Carlos Aro aus Argentinien jeweils mit 5:0 Richterstimmen. Im Viertelfinale traf er auf Francesco Musso aus Italien, der diesen Kampf knapp mit 3:2 Richterstimmen nach Punkten gewann. Boris Nikonorow musste deshalb ausscheiden und kam auf den 5. Platz.
1961 wechselte er in das Leichtgewicht. Bei der sowjetischen Meisterschaft dieses Jahres verlor er im Viertelfinale gegen Welikton Barannikow. Ein Jahr später, 1962, gelang ihm bei der sowjetischen Meisterschaft im Finale gegen Wilikton Barannikow die Revanche für die Niederlage von 1961, nachdem er im Halbfinale auch schon den starken Gennadi Kakoschkin besiegt hatte. Auch 1963 wurde Boris Nikanorow sowjetischer Meister (und gleichzeitig Spartakiade-Sieger) im Leichtgewicht. Im Finale besiegte er dabei B. Kubasow. Im Mai 1963 wurde er dann in Moskau bei der Europameisterschaft der Amateurboxer im Leichtgewicht eingesetzt. Er besiegte in Moskau Vladimir Kucera aus der Tschechoslowakei durch Tech. K.O. in der 1. Runde und Malcolm McKenzie, Schottland, durch Techn. K.O. in der 2. R. Im Halbfinale besiegte er Giuseppi Sabri aus Italien nach Punkten. Im Finale traf er auf János Kajdi aus Ungarn, gegen den er nach Punkten verlor. Er wurde damit Vize-Europameister.
Bei der sowjetischen Meisterschaft 1964 verlor Boris Nikonorow im Halbfinale gegen Gennadi Kakoschkin und belegte bei dieser Meisterschaft den 3. Platz. Er hatte damit keine Chancen, für die Olympischen Spiele in Tokio nominiert zu werden. Außerdem hatte er sich einen Monat zuvor beim Fußballspielen den Zeh gebrochen. In den Jahren 1965 und 1966 wurde er aber noch einmal sowjetischer Meister im Leichtgewicht. 1965 besiegte er im Finale Welikton Barannikow und 1966 W. Plotnikow. Zur Europameisterschaft 1965 wurde aber trotzdem nicht er, sondern Welikton Barannikow entsandt.

## Internationale Erfolge
| Jahr | Platz | Wettbewerb   | Gewichtsklasse | Ergebnisse |
| 1960 | 5.    | OS in Rom    | Feder          | nach Punktsiegen über Nick Spanakos, USA (5:0) und Carlos Aro, Argentinien (5:0) und einer Punktniederlage gegen Francesco Musso, Italien (2:3) |
| 1963 | 2.    | EM in Moskau | Leicht         | nach Techn. K.O.-Sieg in der 1. Runde über Vladimir Kucera, Tschechoslowakei, Techn. K.O.-Sieg in der 2. Runde über Malcolm McKenzie, Schottland, einem Punktsieg über Giuseppe Sabri, Italien und einer Punktniederlage im Finale gegen Janos Kajdi, Ungarn |

## Länderkämpfe
| Jahr | Ort           | Begegnung                                    | Gewichtsklasse | Ergebnis                                    |
| 1958 | Moskau        | Sowjetunion gegen Bundesrepublik Deutschland | Feder          | Punktsieg über Manfred Hahner               |
| 1960 | Stockholm     | Skandinavien gegen Sowjetunion               | Feder          | Punktsieg über Børge Krogh (Dänemark)       |
| 1960 | Moskau        | Sowjetunion gegen Bundesrepublik Deutschland | Leicht         | Punktsieg über Rolf Johannesson             |
| 1962 | Moskau        | Sowjetunion gegen Japan                      | Leicht         | Sieg über A. Somea                          |
| 1962 | London        | England gegen Sowjetunion                    | Leicht         | Punktniederlage gegen Brian Whelan          |
| 1962 | Wolverhampton | England gegen Sowjetunion                    | Leicht         | Punktsieg über Gordon McAteer               |
| 1962 | Köln          | Bundesrepublik Deutschland gegen Sowjetunion | Leicht         | Punktsieg über Wolfgang Schmitt             |
| 1962 | Bonn          | Bundesrepublik Deutschland gegen Sowjetunion | Leicht         | Techn. K.O.-Sieg 3. Runde über Horst Herper |
| 1963 | Moskau        | Sowjetunion gegen England                    | Leicht         | Punktsieg über Billy Wilson                 |
| 1963 | Lodz          | Polen gegen Sowjetunion                      | Leicht         | Punktniederlage gegen Józef Grudzien (1:2)  |

## Sowjetische Meisterschaften
| Jahr | Platz | Gewichtsklasse | Ergebnisse                                                                                          |
| 1958 | 2.    | Feder          | Punktniederlage im Finale gegen Wladimir Safronow                                                   |
| 1959 | 1.    | Feder          | Punktsieg im Finale über Dscharbek Kwantaliani                                                      |
| 1960 | 1.    | Feder          | Punktsieg im Halbfinale über Alexander Sassuchin und Punktsieg im Finale über Stanislaw Stepaschkin |
| 1961 | 5.    | Leicht         | Punktniederlage im Viertelfinale gegen Welikton Barannikow                                          |
| 1962 | 1.    | Leicht         | Punktsieg im Halbfinale über Gennadi Kakoschkin und Punktsieg im Finale über Welikton Barannikow    |
| 1963 | 1.    | Leicht         | Punktsieg im Halbfinale über Gennadi Kakoschkin und Punktsieg im Finale über B. Kubasow             |
| 1964 | 3.    | Leicht         | Punktniederlage im Halbfinale gegen Gennadi Kakoschkin                                              |
| 1965 | 1.    | Leicht         | Punktsieg im Finale über Welikton Barannikow                                                        |
| 1966 | 1.    | Leicht         | Punktsieg im Finale über W. Plotnikow                                                               |

Erläuterungen
- OS = Olympische Spiele, EM = Europameisterschaft
- Federgewicht, damals Gewichtsklasse bis 57 kg und Leichtgewicht, bis 60 kg Körpergewicht